# Hanyu Shuiping Kaoshi
De HSK-test, ofwel Hanyu Shuiping Kaoshi (Hànyǔ Shuǐpíng Kǎoshì, 汉语水平考试) is de benaming voor de internationale Chinese standaardtoets (van de Volksrepubliek China) om na te gaan hoe goed iemand het Chinees beheerst. Het wordt ook wel de “Chinese TOEFL” genoemd. De toets kan worden afgenomen op het vasteland China, Hong Kong en Macau. In Taiwan en eilanden onder de regering Republiek China is het alleen mogelijk om een Test of Chinese as a foreign language (TOCFL) af te nemen.
Er bestaan twee varianten voor de HSK, de geschreven HSK en de mondelinge HSK (ook wel HSKK, oftewel Hànyǔ Shuǐpíng Kǒuyǔ Kǎoshì, 汉语水平口语考试). De geschreven HSK-test toetst de vaardigheden voor luisteren, lezen en vanaf niveau 3 ook schrijven. De mondelinge HSK test de spreekvaardigheid. Voor de mondelinge HSK zijn er drie niveaus: beginner (stemt overeen met HSK1-2), gemiddeld (stemt overeen met HSK3-4) en gevorderd (stemt overeen met HSK5-6).
Anders dan bij TOEFL is er voor elk niveau een aparte toets. Ook anders is dat men bij elk niveau geslaagd is vanaf 60%: het precieze resultaat is van minder groot belang. Een ander verschil is dat er voor elk niveau een woordenlijst gepubliceerd wordt die alle te kennen woorden bevat. De toets gebruikt uitsluitend deze woorden voor het respectieve niveau. De woordenlijsten bouwen daarbij op elkaar voort: m.a.w. de woordenlijst voor niveau 6 bevat ook alle woorden van niveau 5, die op zich ook alle woorden van niveau 4 bevat, enzovoort.
Voor het eerste niveau, HSK1, is de kennis van 150 woorden vereist; voor HSK6 moet men 5000 woorden kennen.
| HSK-niveau | ERK | Aantal te kennen woorden | Duur examen | Bijzonderheden                                                                               | Mondeling examen  |
| ---------- | --- | ------------------------ | ----------- | -------------------------------------------------------------------------------------------- | ----------------- |
| 1          | A1  | 150                      | 35 minuten  | Luisteren (opgaven tweemaal afgespeeld). Lezen. Alle opgaven in Chinese tekens en in pinyin. | HSK - Basis       |
| 2          | A2  | 300                      | 50 minuten  | Luisteren (opgaven tweemaal afgespeeld). Lezen. Alle opgaven in Chinese tekens en in pinyin. | HSK - Basis       |
| 3          | B1  | 600                      | 85 minuten  | Luisteren (opgaven tweemaal afgespeeld). Lezen. Schrijven. Alle opgaven in Chinese tekens.   | HSK - Gevorderd   |
| 4          | B2  | 1200                     | 100 minuten | Luisteren (opgaven eenmaal afgespeeld). Lezen. Schrijven. Alle opgaven in Chinese tekens.    | HSK - Gevorderd   |
| 5          | C1  | 2500                     | 120 minuten | Luisteren (opgaven eenmaal afgespeeld). Lezen. Schrijven. Alle opgaven in Chinese tekens.    | HSK - Geavanceerd |
| 6          | C2  | 5000                     | 135 minuten | Luisteren (opgaven eenmaal afgespeeld). Lezen. Schrijven. Alle opgaven in Chinese tekens.    | HSK - Geavanceerd |